# Botox (hudební skupina)
Botox je česká poprocková kapela.

## Vznik a činnost
Botox hrají od ledna 2018, kdy vydali první singl „Pop-popelář“. V roce 2019 vydali první autorskou desku Dvě tváře. V roce 2020 natočili se zpěvačkou Nelly Řehořovou singl „Teď už to víš“, ve videoklipu si zahrál jednu z hlavních rolí Sagvan Tofi. Turné vyvrcholilo 22. ledna 2020 koncertem v pražském Lucerna Music Baru.
Dne 1. dubna 2019 kapela uspořádala první charitativní stream pro nadaci Světlo pro svět ve spolupráci s youtuberem Dominikem Portem; vybralo se přes 100 tisíc korun. Na přenosu spoluúčinkovala například herečka a zpěvačka Eva Burešová.
Kapela Botox se během nouzového stavu v době pandemie covidu-19 spojila s pianistou a producentem skupiny Poetika Danem Hrdličkou, a natočila singl „Nadechnout“. Na písni spolupracovala řada známých tváří jako Eva Burešová, Václav Noid Bárta, Petr Kolář a další. V dalších videoklipech účinkují i Lucie Borhyová či Iva Pazderková.
V roce 2021 absolvovala kapela letní turné Na Vodě tour po jihočeských kempech na Vltavě a chystá vydání druhé desky.
Kapela vydala během pandemie covidu-19 namísto zrušeného koncertu v Lucerně klip k singlu „Napsat píseň“.
30.3. 2022 měla kapela po 2 letech, kdy byly kulturní akce omezeny kvůli covidu, tradiční koncert s několika hosty v Lucerna music baru. Pozvání přijali Doctor P.P., Leona Machálková, Bohouš Josef, Anna Slováčková. Jako nečekaný host přišel a zazpíval i Martin Dejdar. Tento koncert byl především o představení nové desky "Ty a Já", kterou pokřtila významná česká herečka Jiřina Bohdalová.
21.3. 2024 se v Košicích uskutečnil první společný koncert kapel NoName, Nocadeň a Botox. Následně společně absolvovali koncertní turné po Slovenské a České republice, které zakončili 20.4. 2024 v Praze v O2 universum.
15.5. 2024 proběhl v Lucerna music baru každoroční narozeninový koncert s pozvanými hosty. Vystoupila zde slovenská zpěvačka Jana Bastien, Zuzana H., Olga Lounová, Ilona Csáková a Michal David. Při příležitosti konání Mistrovství světa IIHF v ledním hokeji měl během koncertu v Lucerně premiéru nový videoklip s názvem 68, věnovaný hokejové legendě Jaromíru Jágrovi.

## Členové
- Jan Kopečný – zpěv
- Petr Ryšavý – zpěv, kytara
- Dalimil Smrž – piano
- Petr Bidlo – baskytara
- Matěj Diviš – bicí

## Diskografie

### Studiová alba
- Dvě tváře (2019)
- Ty a já (2022)